# Hochheim (Thüringen)
Hochheim is een plaats en voormalige gemeente in de Duitse deelstaat Thüringen, en maakt deel uit van de Landkreis Gotha.
Hochheim telt  inwoners.
De gemeente maakte deel uit van de Verwaltungsgemeinschaft Mittleres Nessetal tot dit op 1 januari 2019 werd opgeheven en werd Hochheim opgenomen in de op die dag gevormde gemeente Nessetal.

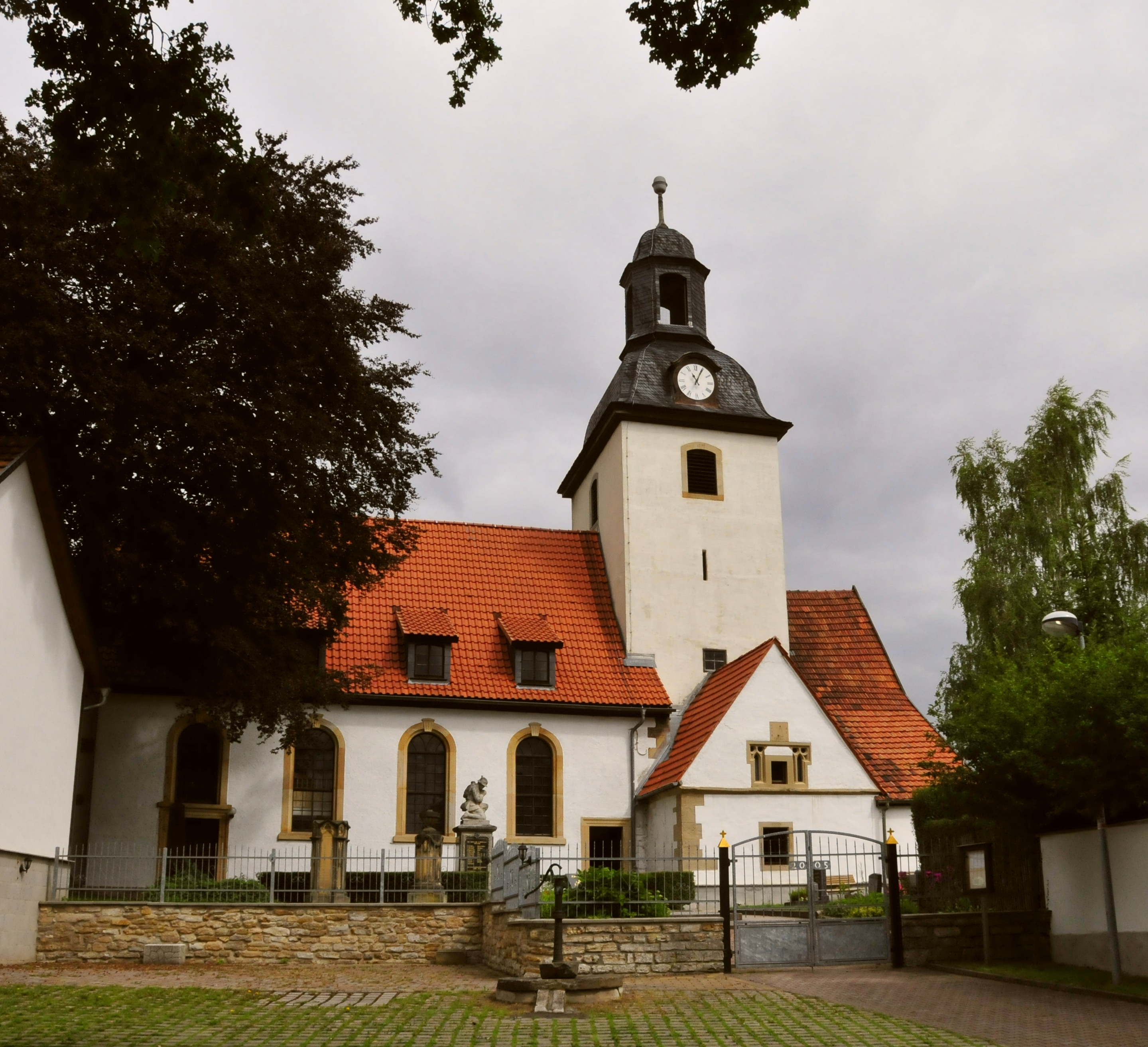
De kerk van Hochheim